# Контролна група
В експериментите и клиничните изпитвания контролна група се нарича групата обекти на изследването, които са близки по качества до експерименталната (основната изследвана) група, но за разлика от нея не са подложени на въздействието на условието, чието влияние се изучава. Това позволява да се извърши сравнение между обектите, които са били подложени на влиянието на дадено условие, и тези, които не са били изложени на него.
Контролните групи са основно средство за изследване в сравнителните експерименти. Те са широко употребявани в науката, най-вече във фармакологията, където са използвани, за да се сравни ефекта от приема на медикамент, който се дава на изследваната група, но не и на контролната.